# La Rábita (Jaén)
La Rábita es una localidad y pedanía española perteneciente al municipio de Alcalá la Real, en la provincia de Jaén. Una pequeña parte del núcleo se encuentra dentro del municipio de Alcaudete.

## Descripción
Se extiende a los pies de la Sierra de San Pedro, a lo largo de una amplia depresión, situada al noroeste de Alcalá la Real y sur de Alcaudete.
Se encuentra a 17 km del núcleo urbano de Alcalá, a una altitud de 697 m.
La aldea está emplazada entre la demarcación municipal de Alcalá la Real y Alcaudete. Su particular ubicación hace que su población, 1450 personas de gentilicio Rabiteño, esté dividida censalmente entre los tres municipios. Al término municipal de Alcalá la Real pertenecen 788 habitantes, 826 habitantes incluyendo los que viven en San José de la Rábita.
La abundancia de agua permite cultivo de regadío y de frutales, además de los tradicionales del cereal y del olivo.
Las fiestas en honor a la Ascensión del Señor y la Virgen del Carmen se celebran a mediados de mayo y duran varios días, con actividades deportivas y religiosas que culminan con la procesión de la Virgen. También se celebra San José el día 19 de marzo.

## Historia
Su origen, como indica su nombre ribat (construcción religiosa–militar islámica), se remonta a la época musulmana, durante la cual se denominaba Asbatit o Asbit.
Zona de frontera durante la Edad Media con el Reino de Granada, solar de los Banu Asn (Banu Asín), era uno de los núcleos más importantes del territorio y controlaba el camino de Granada a Córdoba por Alcalá la Real.
A fines del siglo IX el conflicto entre árabes y muladíes provocó la fragmentación del territorio. Ibn Mastana, gobernador de las plazas fuertes ubicadas entre Jaén y Córdoba y uno de los principales líderes de los muladíes seguidores de Omar ibn Hafsún recibió el apoyo de los Banu Asin, que permanecieron de hecho independientes hasta ser dominados por el califa de al-Ándalus Abd al-Rahman III.
Conquistada Alcalá el 15 de agosto de 1341 por Alfonso XI de Castilla, el territorio perdió gradualmente su valor estratégico, pero esto no hizo desaparecer el enclave y en 1826 se encontraban referencias a "Alcala la Real con sus aldeas de Frailes, Charilla, Santa Ana y La Rabita".